# Apfelblüten-Ei

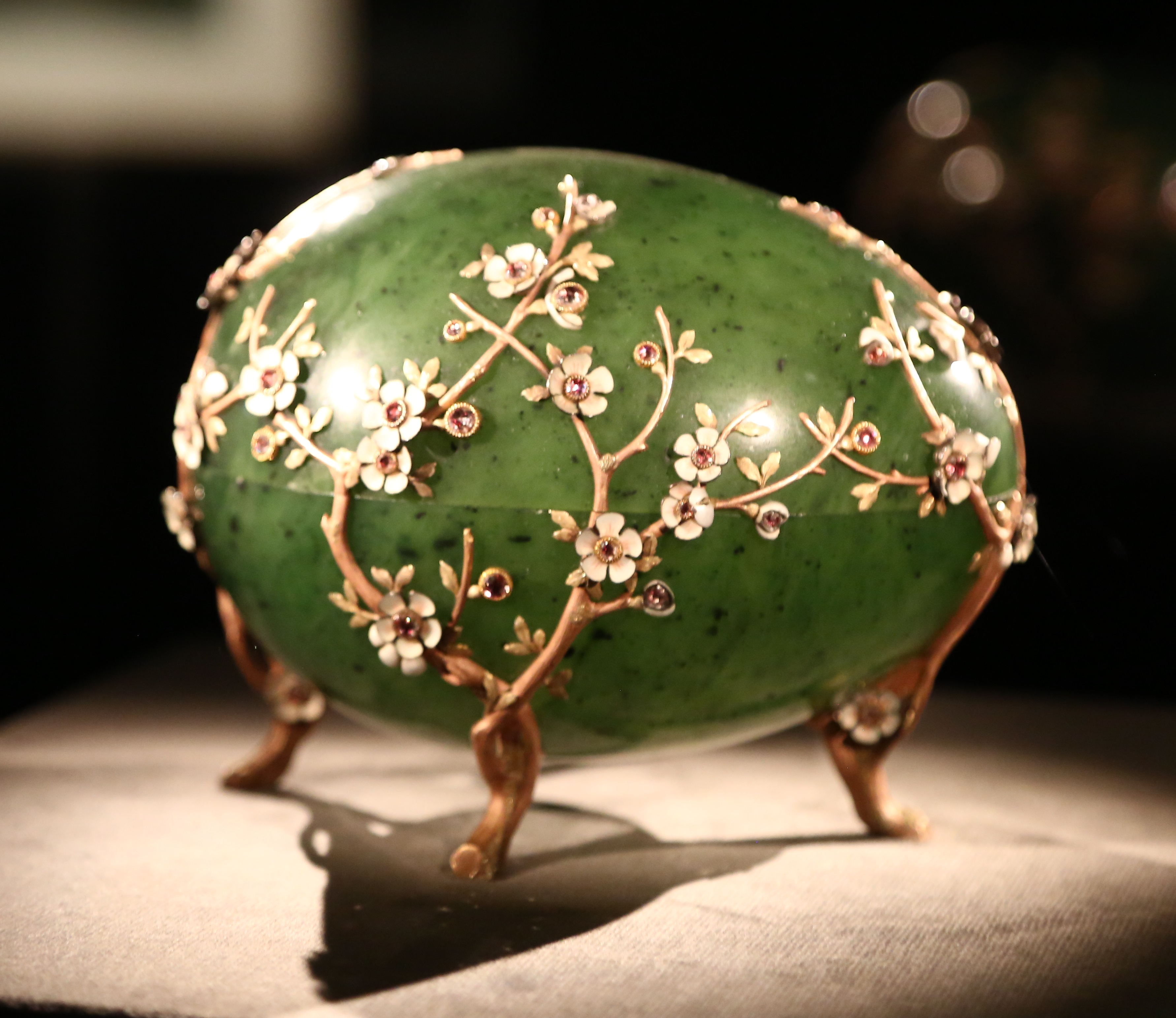
Apfelblüten-Ei

Das Apfelblüten-Ei oder Jadekästchen-Ei ist ein Fabergé-Ei, das in der Werkstatt des russischen Juweliers Peter Carl Fabergé unter der Leitung des Goldschmieds Michail Perchin angefertigt wurde. Das Ei war ein Geschenk Alexander Kelchs an seine Ehefrau, die Unternehmerin und Philanthropin Barbara Kelch-Bazanova, zum Osterfest 1901. Es ist das vierte von insgesamt sieben „Kelch-Eiern“.
Das 11,5 Zentimeter hohe und 14 Zentimeter lange Ei ist eines der wenigen Fabergé-Eier, die zur liegenden Präsentation bestimmt waren. Es ist als Schmuckkästchen bestimmt, worauf sich der alternativ verwendete Name Jadekästchen-Ei bezieht. Die ursprünglich enthaltene Überraschung ist verschollen, über ihre Gestalt ist nichts bekannt. Das Ei besteht aus dem auch als „Russisch-Jade“ bekannten Mineral Nephrit, Rotgold und Grüngold. Die Blüten und die Knospen bestehen aus Diamanten im Rosenschliff und die Blütenblätter aus Gold, das mit durchscheinend blassrosa und weißem Schmuckemail überzogen ist.
Das Apfelblüten-Ei wurde 2010 von seinem letzten privaten Besitzer Adulf Peter Goop dem Fürstentum Liechtenstein geschenkt und befindet sich in der Schatzkammer Liechtenstein des Liechtensteinischen Landesmuseums in Vaduz.

## Hintergrund

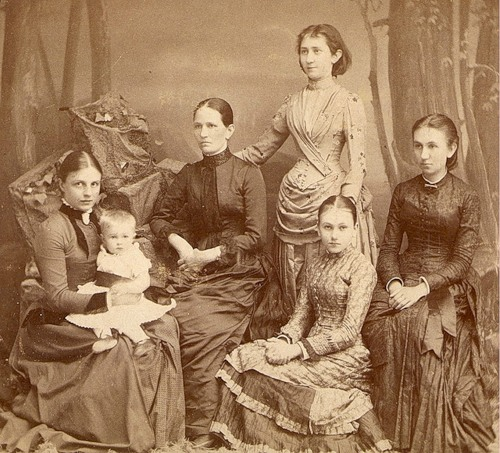
Julia Iwanowna Bazanova (Mitte) mit Barbara Kelch-Bazanova (links) und Enkelin Julia, um 1895

1885 begann der russische Juwelier Peter Carl Fabergé mit der Fabrikation aufwändig gestalteter Ostereier, von denen bis 1894 zehn Stück an den Zarenhof geliefert wurden. Sie waren Geschenke zum Osterfest des russischen Zaren Alexander III. an seine Ehefrau Maria Fjodorowna. Nach dem Tod Alexanders wurden bis 1916 vierzig weitere Eier geliefert und vom Zaren Nikolaus II. an die Zarin Alexandra Fjodorowna und die Zarenmutter Maria Fjodorowna verschenkt. Die beiden für 1917 bestimmten Eier wurden nicht mehr geliefert. Neben diesen 52 „kaiserlichen“ Fabergé-Eiern wurde mehr als ein Dutzend für private Auftraggeber hergestellt, unter denen die sieben von 1898 bis 1904 von Alexander Kelch an seine Ehefrau Barbara Kelch-Bazanova verschenkten „Kelch-Eier“ als eigene Serie besondere Aufmerksamkeit fanden.
Warwara Basanowa (Barbara Kelch-Bazanova) war die Tochter von Julija Iwanowna Basanowa, der verwitweten Schwiegertochter des Irkutsker Kaufmanns und Großunternehmers Iwan Iwanowitsch Basanow. Sie war zunächst Erbin eines Drittels und nach dem Tod eines Onkels der Hälfte des riesigen Basanow-Vermögens. Sie heiratete 1892 den verarmten Adeligen Nikolai Ferdinandowitsch Kelch, und nach dessen frühem Tod 1894 den Bruder Alexander Ferdinandowitsch Kelch. Das Ehepaar lebte zunächst getrennt voneinander, Alexander in Sankt Petersburg und Warwara in Moskau. 1896 kaufte das Paar ein Haus in Sankt Petersburg, das von Carl Schmidt, einem Cousin von Carl Fabergé, im neugotischen Stil eingerichtet wurde. 1898 zog Warwara in das Haus ein, 1900 auch Alexander. Eine der größten Beschaffungen für den Hausstand war ein neugotischer Tafelaufsatz von Fabergé, der zum Kelch-Service gehörte und alleine die astronomische Summe von 125.000 Rubel kostete. Die „kaiserlichen“ Fabergé-Eier kosteten jeweils zwischen 4000 und 6000 Rubel. Die sieben „Kelch-Eier“ und das verschollene neugotische Kelch-Service wurden letztlich aus dem Vermögen der Empfängerin Basanowa bezahlt.
Das Vermögen der Kelchs schrumpfte beträchtlich, als in der Wirtschaftskrise nach dem für Russland verlorenen Russisch-Japanischen Krieg nach und nach Teile des Konzerns abgestoßen werden mussten. Das Ehepaar trennte sich 1904, Warwara zog mit ihrer Habe nach Paris, und die Ehe wurde 1910 geschieden. Alexander Kelch kümmerte sich bis zu deren Tod im Jahr 1924 um seine Schwiegermutter Julija Basanowa. Er verarmte völlig und arbeitete 1925 als Straßenhändler für Tabakwaren in Sankt Petersburg. Im Rahmen der stalinistischen Säuberungen wurde er 1930 nach Sibirien deportiert, wo sich seine Spur verliert. Warwara Basanowa starb 1959 verarmt in Paris.

## Beschreibung

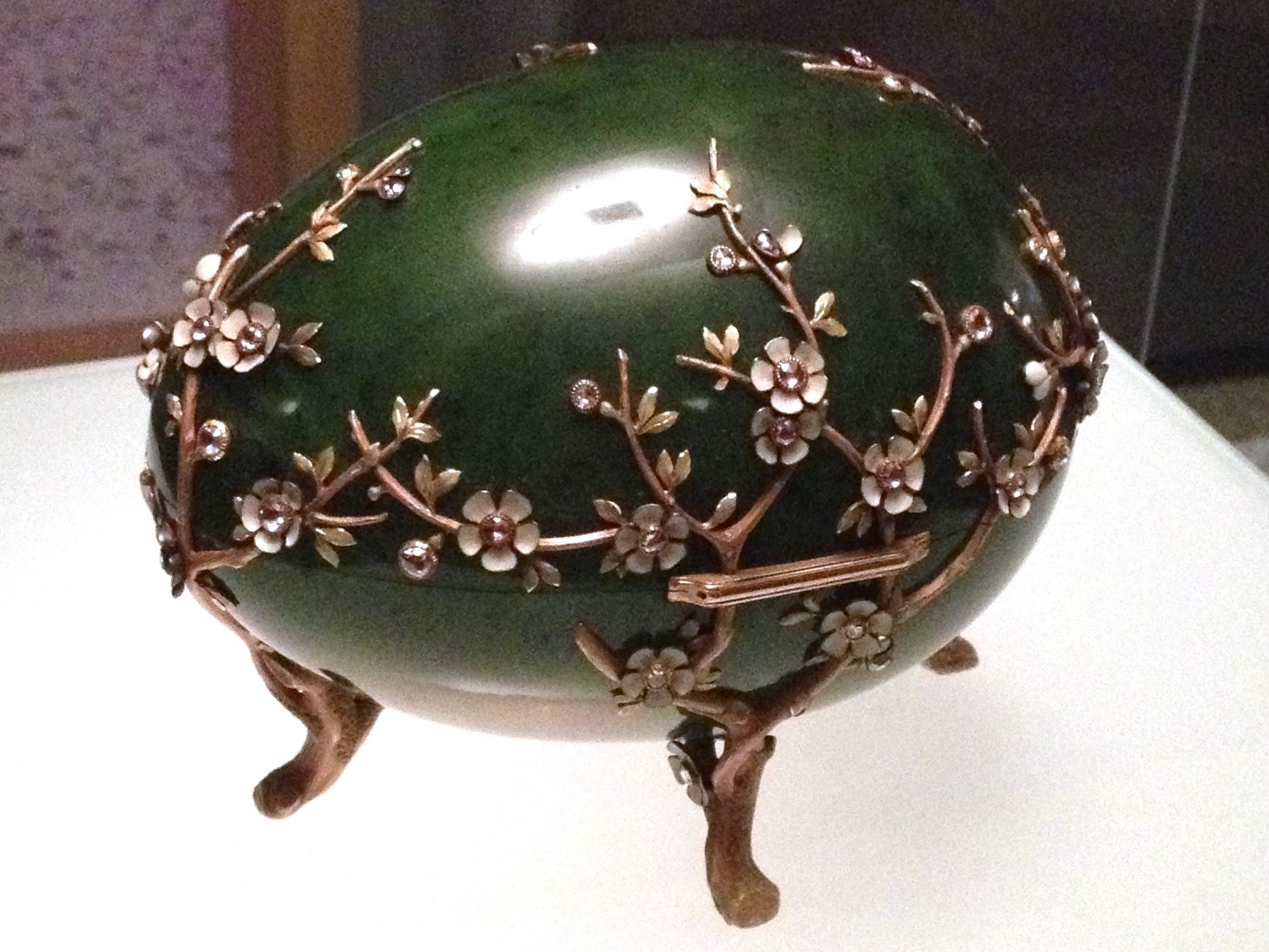
Apfelblüten-Ei, Rückseite mit Scharnier

Das Apfelblüten-Ei ist mit 11,5 Zentimeter Höhe und 14 Zentimeter Länge eines der größten und eines der wenigen liegenden Fabergé-Eier. Es besteht aus einem in Eiform gebrachten und ausgehöhlten Stück Nephrit oder Russisch-Jade mit sehr dünn geschliffener Wand. Die beiden Hälften sind hinten mit einem Scharnier verbunden, sodass die obere Hälfte aufgeklappt werden kann. Das Ei steht auf vier Füßen aus Rot- und Grüngold, die wie Apfelstämme mit ineinander verschlungenen Zweigen geformt sind. Dabei wurden die Knoten, Astlöcher und der Moosbesatz sehr detailliert ausgearbeitet. An den Zweigen sitzen zahlreiche Apfelblüten und -knospen, die aus Gold und Diamanten im Rosenschliff gefertigt wurden. Die Blütenblätter bestehen aus Silber, das mit durchscheinend blassrosa und weißer Schmuckemaille überzogen ist.
Der ausgehöhlte Korpus des Apfelblüten-Eis ist in Längsrichtung halbiert, und die beiden Teile mit einem metallenen Scharnier an der Rückseite verbunden. Das Innere ist mit Samt ausgeschlagen und beinhaltete einmal eine heute verschollene Überraschung, über die nichts weiter bekannt ist. Das Apfelblüten-Ei weist als Marke die kyrillischen Initialen des Goldschmieds und Werkstattleiters Michail Perchin in einem Queroval auf. Der mit dem Apfelblüten-Ei gelieferte und mit Samt ausgeschlagene Transportbehälter ist noch erhalten.

## Provenienz
Das Ei wurde von Alexander Kelch seiner Ehefrau, der Unternehmerin und Philanthropin Warwara Petrowna Bazanova, als das vierte von insgesamt sieben „Kelch-Eiern“ zum Osterfest 1901 geschenkt. Nach der Trennung des Ehepaars im Jahr 1904 nahm Bazanova die Fabergé-Eier mit nach Paris.
1920 wurden sechs der sieben „Kelch-Eier“, darunter das Apfelblüten-Ei, für insgesamt 48.000 Francs von dem Juwelier Morgan in der Pariser Rue de la Paix an die auf russische Kunst und Juwelen spezialisierte Antiquitätenhandlung „A La Vieille Russie“ verkauft. Das 12-Paneele-Ei wurde erst später von Warwara Kelch-Bazanova direkt an „A La Vieille Russie“ verkauft. Das Unternehmen war 1851 in Kiew gegründet worden, 1920 mit Jacques Zolotnitsky, dem Enkel des Gründers, nach Paris gezogen, und befindet sich seit dem Ende der 1930er Jahre in New York City. Der Ankauf der „Kelch-Eier“ war eine der ersten größeren Akquisitionen Zolotnitskys am neuen Firmensitz. Bis dahin waren die Eier schon durch mehrere Hände gegangen, und ihre Herkunft von der in Paris lebenden Warwara Kelch-Bazanova nicht mehr bekannt. Zolotnitsky spekulierte, dass die sechs Fabergé-Eier von Großfürst Alexei Alexandrowitsch Romanow, dem jüngeren Bruder von Zar Alexander III., an eine seiner Geliebten verschenkt worden sind. Diese falsche Einschätzung lebte über Jahrzehnte in immer neuen Varianten fort und führte vorübergehend zur Akzeptanz der „Kelch-Eier“, einschließlich des Apfelblüten-Eis, als „kaiserliche Eier“.
Die Vermarktung der sechs „Kelch-Eier“ war in Paris kaum möglich, da die Punzen der Teile nicht den gesetzlichen Vorgaben für den Goldhandel in Frankreich entsprachen. Zudem waren viele potentielle Kunden zurückhaltend, wenn die Provenienz der Stücke nicht belegt werden konnte. 1928 wurden die sechs „Kelch-Eier“ an einen unbekannten Kunden in den Vereinigten Staaten verkauft, wo sie sich bis in die 1990er Jahre in Privatbesitz befanden. Am 17. Mai 1994 wurde das Apfelblüten-Ei bei Christie’s in Genf für 1.213.500 Schweizer Franken (inkl. Aufgeld) durch einen anonymen russischen Käufer ersteigert. Bereits am 19. November 1996 wurde es bei Sotheby’s in Genf für 1.128.740 US-Dollar an den Sammler Adulf Peter Goop aus Vaduz im Fürstentum Liechtenstein versteigert.
Goop schenkte seine Sammlungen am 9. Juni 2010 dem Fürstentum Liechtenstein. Die wertvollsten Stücke der Schmuckeier-Sammlung, darunter auch das Apfelblüten-Ei, befinden sich in der Schatzkammer Liechtenstein als Teil des Liechtensteinischen Landesmuseums in Vaduz. Wenige Tage nach dem Tod des Stifters im März 2011 erschien zum zweiten Mal nach 2001 eine liechtensteinische Briefmarkenserie mit der Darstellung von Schmuckeiern. Der Wert zu 1,40 Schweizer Franken zeigt das Apfelblüten-Ei und wurde wie die beiden anderen Werte in Kleinbogen zu zehn Marken gedruckt. Daneben wurden verschiedene philatelistische Produkte wie Ersttagsbriefe, Maximumkarten und Schwarzdrucke des Motivs herausgegeben.

## Ausstellungen
Das Apfelblüten-Ei wurde 1939 in den Hammer Galleries in New York City im Rahmen der Ausstellung Presentation of Imperial Easter Gifts by Carl Fabergé gezeigt. Im Katalog wurde es als Jade Chest egg bezeichnet.
Vom 17. März bis 12. Juni 2011 wurde das Apfelblüten-Ei mit weiteren Stücken aus der Sammlung Goop in der Sonderausstellung Das Osterei – Liebespfand und Kunstobjekt im Liechtensteinischen Landesmuseum gezeigt. Das Apelblüten-Ei war das herausragende Objekt der im April 2014 im Londoner Kaufhaus Harrods präsentierten Ausstellung A Fabergé Easter at Harrods. Im Winter 2014/2015 wurde es, ebenfalls mit anderen Eiern aus der Sammlung Goop, in der Ausstellung Kostbare eieren uit het Tsarenrijk im Drents Museum im niederländischen Assen gezeigt. Bei der Eröffnung der Schatzkammer Liechtenstein im März 2015 wurde das Apfelblüten-Ei mit weiteren herausragenden Schmuckeiern aus der Sammlung Goop präsentiert.